# Elezioni presidenziali negli Stati Uniti d'America del 1952
Le elezioni presidenziali negli Stati Uniti d'America del 1952 si svolsero il 4 novembre. La sfida oppose il candidato repubblicano Dwight D. Eisenhower e il democratico Adlai Stevenson, e al termine dello scontro elettorale Eisenhower fu eletto presidente. Questo risultato consentì ai Repubblicani di tornare alla Casa Bianca dopo venti anni di presidenti Democratici.

## Risultati
| Candidati              | Candidati          | Partiti                           | Voti       | %     | Delegati |
| Presidente             | Vicepresidente     | Partiti                           | Voti       | %     | Delegati |
| ---------------------- | ------------------ | --------------------------------- | ---------- | ----- | -------- |
| Dwight Eisenhower (NY) | Richard Nixon (CA) | Partito Repubblicano              | 33 937 252 | 55,14 | 442      |
| Adlai Stevenson (IL)   | John Sparkman (AL) | Partito Democratico               | 27 314 992 | 44,38 | 89       |
| Vincent Hallinan (CA)  | Charlotta Bass     | Partito Progressista              | 140 160    | 0,23  | –        |
| Carl Stuart Hamblen    | Enoch A. Holtwick  | Partito Proibizionista            | 72 948     | 0,12  | –        |
| Eric Hass              | Stephen Emery      | Socialist Labor Party of America  | 30 406     | 0,05  | –        |
| Darlington Hoopes      | Samuel Friedman    | Partito Socialista d'America      | 20 203     | 0,03  | –        |
| Douglas MacArthur      | Harry Byrd         | Constitution Party                | 17 211     | 0,03  | –        |
| Farrell Dobbs          | Myra Tanner Weiss  | Partito Socialista dei Lavoratori | 10 312     | 0,02  | –        |
| Henry Krajewski        | Frank Jenkins      | Poor Man's Party                  | 4 203      | 0,01  | –        |
| Write-ins              | -                  | -                                 | 4 524      | 0,01  | –        |
| Totale                 | Totale             | Totale                            | 61 552 211 | 100   | 531      |

| Dwight Eisenhower |  | 55,14% |
| Adlai Stevenson   |  | 44,28% |
| Altri             |  | 0,49%  |

     Eisenhower (442)
     Stevenson (89)